# Masahiro Teraoka
Masahiro Teraoka (født 13. november 1991) er en japansk fodboldspiller, som spiller for den japanske fodboldklub AC Nagano Parceiro.